# Vámoscsalád
Vámoscsalád è un comune dell'Ungheria di 373 abitanti (dati 2001). È situato nella contea di Vas.